# Import/Export (film)
Import/Export è un film del 2007 diretto da Ulrich Seidl.

## Trama
Il film segue le storie simultanee di Olga, una giovane infermiera ucraina che cerca di trovare una vita migliore in Austria, e di Pauli, una guardia giurata austriaca senza lavoro che viaggia verso l'Ucraina per la stessa ragione.